# 친웨신
친웨신(중국어: 秦悦欣, 병음: Qin Yuexin, 한자음: 진열흔, 1991년 12월 3일 ~ )은 중화인민공화국의 바둑 기사이다. 후베이성 우한시 출신으로 중국기원 소속의 5단이다.

## 경력
후베이성 우한시 출신으로 2004년 프로바둑에 입단했다. 2011년 저장성팀을 대표하여 중국바둑을조리그에 참가했다. 2012년 우한체육대학 체육학과에 입학하여 2015년 제3회전국마인드게임즈 바둑대회 대학생 개인전에 참가하여 우승을 차지했다. 2015년 제2회 몽백합배 세계 바둑 오픈전 예선에서 스진하오와 황옌청, 탄샤오를 연속으로 이기고 본선 64강에 진출했으나 커제에게 패배하여 탈락했다. 2016년 제3회 바이링배 예선에서는 류수항과 황징위안, 뤄시허를 누르고 본선 64강에 진출하여 판윈뤄를 이기고 32강에 올랐으나 구리에게 패배해 탈락했다. 2012년부터 2016년까지, 2018년부터 저장성팀으로 갑조리그에 참가하고 있다. 2018년 9월, 5단으로 승단했다.